# Monasterio Lhodrak Karchu
El monasterio Lhodrak Karchu es un complejo budista de la escuela Nyingma en el distrito de Bumthang, en el centro de Bután. Construido sobre una pendiente, se alza sobre el valle de Jakar y su dzong.

## Historia
Fundado en un inicio en los años 1970 por Namkhai Nyingpo Rinpoche, el complejo monástico fue construido durante la década posterior siguiendo el estilo de la arquitectura dzong. Tuvo el apoyo financiero del cuarto monarca de Bután, Jigme Singye Wangchuck, y otras fuentes nacionales e internacionales. Aunque en 2006 no habían terminado sus obras, ya albergaba a unos 250 monjes, la mayoría niños y jóvenes.
Lhodark Karchu como concepto es mencionado en textos tántricos antiguos, donde se describe un lugar sagrado llamado Devikota. De acuerdo a los escritos, este se debería «visualizar con ambos ojos»; de este modo, el ojo derecho está consagrado en Pataliputra (la actual Patna, en la India), mientras que Lhodark Karchu representa el izquierdo. Siguiendo la tradición budista, el monasterio se ubica en el epicentro de otros emplazamientos considerados sagrados y relacionados con Gurú Rinpoche, como algunas zonas en Mongar o Trashiyangtse que los fieles afirman con propiedades espirituales.

## Descripción
El conjunto se encuentra en la ladera opuesta del dzong Jakar. Es un monasterio de gran tamaño, que en la actualidad alberga unos cuatrocientos monjes. Cuenta con varios edificios, construidos en una pendiente sobre un puente que cruza el río Chamkhar en su flanco occidental. Lleva el nombre de otro monasterio en la frontera con Bután y el Tíbet, cuyo lama se refugió y falleció en la ubicación actual del complejo. El tshokhang (salón de actos) está decorado de estatuas de varios Budas: Gurú Rinpoche, Chenrezig y Sakyamuni. En el patio trasero los monjes practican la shedra, donde bailan y realizan oraciones vespertinas diarias.